# Суперкубок УЄФА 2025
Суперкубок УЄФА 2025 року — 50-й розіграш Суперкубка УЄФА, щорічного футбольного матчу, який організовує УЄФА і в якому беруть участь чинні переможці двох найкращих європейських клубних змагань — Ліги чемпіонів УЄФА та Ліги Європи УЄФА.
Матч відбувся 13 серпня 2025 року на стадіоні «Фріулі», Удіне.
«Парі Сен-Жермен» виграв матч по пенальті 4–3, основний час завершився внічию 2–2, таким чином здобув свою першу перемогу у Суперкубку УЄФА. Парижани стали першим французьким клубом, який виграв цей турнір.

## Стадіон
16 грудня 2024 року Виконавчий комітет УЄФА обрав господаря футбольного матчу. Ним став стадіон «Фріулі» в Удіне.

## Команди
| Команда           | Кваліфікація                          | Попередні участі (жирним виділено переможців) |
| ----------------- | ------------------------------------- | --------------------------------------------- |
| Парі Сен-Жермен   | Переможці Ліги чемпіонів УЄФА 2024–25 | 1 (1996)                                      |
| Тоттенгем Готспур | Переможці Ліги Європи УЄФА 2024–25    | Дебют                                         |

## Матч
Переможця Ліги чемпіонів визначено як «домашню» команду для адміністративних цілей.
| 13 серпня 2025 21:00 |

| «Парі Сен-Жермен»                               | 2–2      | «Тоттенгем Готспур»                               |
| ----------------------------------------------- | -------- | ------------------------------------------------- |
| - Лі Канін 85' - Рамуш 90+4'                    | Протокол | - ван де Вен 39' - Ромеро 48'                     |
|                                                 | Пенальті |                                                   |
| - Вітінья - Рамуш - Дембеле - Лі Канін - Мендіш | 4–3      | - Соланке - Бентанкур - ван де Вен - Тель - Порро |

| «Фріулі», Удіне Глядачів: 21 025 Арбітр: Жуан Піньєйру (Португалія) |

| Парі Сен-Жермен | Тоттенгем Готспур |

| ВР               | 30 | Люка Шевальє      |     |     |
| ЗХ               | 2  | Ашраф Хакімі      |     |     |
| ЗХ               | 5  | Маркіньйос ()     |     |     |
| ЗХ               | 51 | Вільям Пачо       | 58' |     |
| ЗХ               | 25 | Нуну Мендіш       |     |     |
| ПЗ               | 33 | Воррен Заїр-Емері |     | 68' |
| ПЗ               | 17 | Вітінья           |     |     |
| ПЗ               | 14 | Дезіре Дуе        |     | 77' |
| НП               | 29 | Бредлі Баркола    | 55' | 68' |
| НП               | 10 | Усман Дембеле     | 90' |     |
| НП               | 7  | Хвіча Кварацхелія |     | 60' |
| Запасні:         |    |                   |     |     |
| ВР               | 39 | Матвій Сафонов    |     |     |
| ВР               | 89 | Ренато Марін      |     |     |
| ЗХ               | 4  | Лукас Бералдо     |     |     |
| ЗХ               | 21 | Лукас Ернандес    |     |     |
| ЗХ               | 43 | Ноам Камара       |     |     |
| ПЗ               | 8  | Фабіан Руїс       |     | 60' |
| ПЗ               | 19 | Лі Канін          |     | 60' |
| НП               | 9  | Гонсалу Рамуш     |     | 77' |
| НП               | 49 | Ібраїм Мбає       |     | 60' |
| Головний тренер: |    |                   |     |     |
| Луїс Енріке      |    |                   |     |     |

| ВР               | 1  | Гульєльмо Вікаріо  |     |     |
| ЗХ               | 23 | Педро Порро        |     |     |
| ЗХ               | 17 | Крістіан Ромеро () |     |     |
| ЗХ               | 4  | Кевін Дансо        | 62' |     |
| ЗХ               | 37 | Мікі ван де Вен    |     |     |
| ПЗ               | 6  | Жуан Пальїнья      |     | 72' |
| ПЗ               | 30 | Родріго Бентанкур  |     |     |
| ПЗ               | 29 | Пап Матар Сарр     |     | 90' |
| НП               | 20 | Мохаммед Кудус     |     | 79' |
| НП               | 9  | Рішарлісон         | 53' | 72' |
| НП               | 24 | Джед Спенс         |     |     |
| Запасні:         |    |                    |     |     |
| ВР               | 31 | Антонін Кінський   |     |     |
| ВР               | 40 | Брендон Остін      |     |     |
| ЗХ               | 33 | Бен Дейвіс         |     |     |
| ЗХ               | 67 | Джунай Байфілд     |     |     |
| ЗХ               | 80 | Лука Вушкович      |     |     |
| ПЗ               | 14 | Арчі Грей          |     | 72' |
| ПЗ               | 15 | Лукас Бергвалль    |     | 90' |
| НП               | 11 | Матіс Тель         |     | 79' |
| НП               | 19 | Домінік Соланке    |     | 72' |
| НП               | 22 | Бреннан Джонсон    |     |     |
| НП               | 28 | Вілсон Одобер      |     |     |
| Головний тренер: |    |                    |     |     |
| Томас Франк      |    |                    |     |     |

| Гравець матчу: Усман Дембеле (Парі Сен-Жермен) Помічники арбітра: Бруно Жезус (Португалія) Лучано Майя (Португалія) Четвертий арбітр: Тьягу Мартінш (Португалія) Відеоасистент арбітра: Ельчин Масієв (Азербайджан) Помічники відеоасистента арбітра: Фабіо Мело (Португалія) Пол ван Букел (Нідерланди) | Регламент матчу: - 90 хвилин основного часу. - Післяматчеві пенальті у разі необхідності. - 12 запасних з кожної сторони. - Максимальна кількість замін — по п'ять з кожної сторони у три слоти. |

## Статистика
| Статистика       | ПСЖ | Тоттенгем |
| ---------------- | --- | --------- |
| Голи             | 0   | 1         |
| Удари            | 4   | 9         |
| Удари в площину  | 0   | 3         |
| Сейви            | 2   | 0         |
| Володіння м'ячем | 66% | 34%       |
| Кутові           | 3   | 1         |
| Фоли             | 3   | 4         |
| Офсайди          | 0   | 3         |
| Жовті картки     | 0   | 0         |
| Червоні картки   | 0   | 0         |

| Статистика       | ПСЖ | Тоттенгем |
| ---------------- | --- | --------- |
| Голи             | 2   | 1         |
| Удари            | 8   | 4         |
| Удари в площину  | 3   | 2         |
| Сейви            | 1   | 1         |
| Володіння м'ячем | 69% | 31%       |
| Кутові           | 4   | 1         |
| Фоли             | 9   | 8         |
| Офсайди          | 2   | 1         |
| Жовті картки     | 3   | 2         |
| Червоні картки   | 0   | 0         |

| Статистика       | ПСЖ | Тоттенгем |
| ---------------- | --- | --------- |
| Голи             | 2   | 2         |
| Удари            | 12  | 13        |
| Удари в площину  | 3   | 5         |
| Сейви            | 3   | 1         |
| Володіння м'ячем | 67% | 33%       |
| Кутові           | 7   | 2         |
| Фоли             | 12  | 12        |
| Офсайди          | 2   | 4         |
| Жовті картки     | 3   | 2         |
| Червоні картки   | 0   | 0         |